# 娜提法·賓特·穆罕默德·本·拉希德·阿勒馬克圖姆
娜提法·賓特·穆罕默德·本·拉希德·阿勒馬克圖姆（阿拉伯语：شيخة لطيفة بنت محمد بن راشد آل مكتوم，羅馬化：Laṭīfa bint Muḥammad bin Rāshid al-Maktūm，1985年12月5日—）是迪拜酋长和首相穆罕默德·本·拉希德·阿勒马克图姆和他阿尔及利亚裔妻子Huriah Ahmed Al Ma’ash的第三名女儿。

## 生平
2018年2月，娜提法在国际友人的帮助下经阿曼逃离迪拜，最后乘遊艇到达印度果亚。同年3月11日，她公开了一个影片，片中指责她父亲多年來对她和姐姐莎姆薩·阿勒馬克圖姆的監禁和虐待。之后，报道说阿聯酋和印度的特種部隊強行登上遊艇並把娜提法帶回迪拜。12月，迪拜王室證實娜提法已經返回迪拜。